# Avro Lancastrian
Die Avro 691 Lancastrian war eine Passagier- und Frachtflugzeugversion des schweren britischen Bombers Avro Lancaster, hergestellt von Avro.

## Geschichte
Die Entwicklung begann 1943, als ein Bomber vom Typ Avro Lancaster für die Trans-Canada Airlines umgerüstet wurde. Dabei wurde der verglaste Rumpfbug mit dem vorderen Drehturm durch eine aerodynamische Verkleidung ersetzt und Zusatztanks für die Reichweitenerhöhung in den Bombenschacht eingebaut. Den Umbau nahm die kanadische Victory Aircraft vor.
Gegen Ende des Zweiten Weltkriegs entstanden 30 Lancastrians für die BOAC. Da der Rumpf dem des relativ schmalen Bombers entsprach, war die Passagierkapazität sehr begrenzt. Die Maschinen dienten deswegen ab dem 31. Mai 1945 als VIP- und Luftpostflugzeuge auf der Route von England nach Australien. Weitere Betreiber waren die Flota Aérea Mercante Argentina (FAMA), British South American Airways, Silver City Airways, Skyways Limited, Alitalia und Qantas. Eine Lancastrian wurde von der Royal Air Force für die erste Weltumrundung mit dem Flugzeug eingesetzt. Die Lancastrian diente für zahlreiche Turbinen-Strahltriebwerke als fliegender Prüfstand.
Die BOAC-Maschinen wurden auch während der Berliner Luftbrücke eingesetzt. Insgesamt hatten sie jedoch eine relativ kurze Einsatzzeit, da die nachfolgenden Muster (etwa die Douglas DC-6) wesentlich mehr Passagiere befördern konnten und so wirtschaftlicher waren.
Besonders bekannt wurde die G-AGWH Star Dust, die am 2. August 1947 abstürzte und über 50 Jahre verschollen blieb.
Auch der andere schwere britische Bomber Handley Page Halifax wurde als Halifax C.8 sowie H.P.70 Halton zu zivilen Passagier- und Frachtflügen verwendet.

## Varianten
Lancaster XPP
neun wurden aus Lancaster-Bombern durch Victory Aircraft Ltd Canada umgebaut.
Lancastrian C.1
neunsitziges Verkehrsflugzeug für BOAC und Qantas. Bei der Royal Air Force wurden sie als Lancastrian C.1 bezeichnet. Insgesamt 23 von Avro gebaut.
Lancastrian C.2
neunsitziges militärisches Transportflugzeug für die RAF, 33 von Avro gebaut.
Lancastrian 3
dreizehnsitziges Transportflugzeug für die British South American Airways. 18 von Avro gebaut.
Lancastrian C.4
zehn- bis dreizehnsitziges militärisches Transportflugzeug für die RAF, 8 von Avro gebaut.

## Nutzung

### Zivile Nutzer
- Alitalia
- BOAC
- British South American Airways
- Flight Refuelling
- Flota Aérea Mercante Argentina (FAMA)
- Onzeair (Pakistan)
- Qantas
- Silver City Airways
- Skyways Limited

### Militärische Nutzer
Argentinien
- Fuerza Aérea Argentina

 Vereinigtes Königreich
- Royal Air Force

## Zwischenfälle
Vom Erstflug 1943 bis zum Betriebsende 1961 kam es mit Avro Lancastrian zu 25 Totalschäden. Bei 8 davon kamen 81 Menschen ums Leben. Vollständige Liste:
- Am 29. Dezember 1944 verschwand eine Avro Lancastrian XPP des kanadischen Trans-Atlantic Air Service (CGTAS) (Luftfahrzeugkennzeichen CF-CMU) im Atlantik auf dem Flug vom Flughafen Montréal-Dorval (Kanada) zum Flughafen Prestwick (Schottland). Alle 4 Besatzungsmitglieder blieben vermisst. Es war der erste Totalverlust unter den 91 zu Lancastrians umgebauten Lancaster.[2]

- Am 1. Juni 1945 verunglückte eine Avro Lancastrian X der kanadischen Victory Aircraft (CF-CMS) beim Start zu einem Testflug vom Flughafen Montréal-Dorval (Kanada). Die Maschine schlug wieder auf der Startbahn auf und brannte aus. Die Tests dienten der Erprobung mit vier Merlin-85-Motoren in den Triebwerksverkleidungen der Avro Lincoln. Es gab keine Verletzten.[3]

- Am 23. März 1946 verschwand eine Avro Lancastrian C.1 der australischen Qantas Airways, geleast von British Overseas Airways Corporation (BOAC) (G-AGLX) auf dem Flug vom Militärflugplatz RAF Negombo (Britisch-Ceylon) zum Flugplatz Cocos (Keeling) Islands (Kokosinseln). Das Flugzeug war auf dem Weg vom Vereinigten Königreich nach Perth (Australien). Der Punkt, von dem die Lancastrian sich zuletzt gemeldet hatte, lag nördlich der Cocos-Inseln in einem intertropischen Gebiet, in dem die Wetterfront wahrscheinlich auf der gesamten Strecke am schlimmsten war. Alle 10 Insassen, vier Besatzungsmitglieder und 6 Passagiere, werden bis heute vermisst.[4]

- Am 2. Mai 1946 wurde eine Avro Lancastrian C.1 der British Overseas Airways Corporation (BOAC) (G-AGMC) bei der Landung auf dem Flughafen Sydney-Mascot (Australien) irreparabel beschädigt, als das Fahrwerk zusammenbrach. Über Personenschäden ist nichts bekannt, es gab jedoch keine Todesfälle.[5]

- Am 17. Mai 1946 wurde eine Avro Lancastrian C.1 der British Overseas Airways Corporation (BOAC) (G-AGMH) auf dem Militärflugplatz Karatschi-Mauripur (Pakistan) derart hart gelandet, dass sie irreparabel beschädigt wurde. Es gab keine Todesfälle.[6]

- Am 15. August 1946 geriet eine Avro Lancastrian C.1 der British Overseas Airways Corporation (BOAC) (G-AGLU) beim Start vom Flughafen Bournemouth (England) von der Startbahn herunter. Dabei brach das Fahrwerk zusammen. Das Flugzeug wurde irreparabel beschädigt. Alle vier Insassen überlebten den Unfall.[7]

- Am 20. August 1946 wurde eine Avro Lancastrian C.1 der British Overseas Airways Corporation (BOAC) (G-AGMF) nahe dem Flughafen Rouen (Département Seine-Maritime, Frankreich) auf einem Trainingsflug in den Boden geflogen, als die Besatzung durch die Wolken sank, ohne ihre Position richtig bestimmt zu haben. Durch diesen CFIT (Controlled flight into terrain) wurden 8 der 9 Insassen getötet.[8]

- Am 30. August 1946 schwenkte eine Avro Lancastrian C.3 der British South American Airways (G-AGWJ) bei der Landung auf dem Flugplatz Jeshwang (Bathurst, Britisch-Westafrika) von der Landebahn herunter und wurde irreparabel beschädigt. Alle 6 Insassen, Besatzungsmitglieder und Passagiere, überlebten den Unfall.[9]

- Am 10. Juni 1947 streifte eine Avro Lancastrian C.4 der argentinischen Flota Aérea Mercante Argentina (FAMA) (Luftfahrzeugkennzeichen LV-ACS) bei der Landung auf dem Flughafen Natal-Parnamirim (Brasilien) einen Mast und fing Feuer. Von den 18 Insassen kamen 6 ums Leben, 4 Besatzungsmitglieder und 2 Passagiere.[10]

- Am 2. August 1947 meldete die Besatzung einer Lancastrian der British South American Airways (BSAA) (G-AGWH) auf dem Flug von Buenos Aires nach Santiago de Chile ihren Anflug auf Santiago de Chile, die Maschine kam dort aber nie an. Offenbar hatte die Besatzung die eigene Position falsch berechnet und war in einem Schneesturm in etwa 4600 Metern Höhe gegen den Berggipfel des Tupungato, Argentinien, geflogen. Alle 11 Insassen, sechs Passagiere und fünf Besatzungsmitglieder wurden getötet. Das Flugzeug blieb vermisst, bis man im Jahr 2000 einige Wrackteile in den Anden fand (siehe auch Flugunfall der Star Dust).[11]

- Am 21. August 1947 wurde eine Avro Lancastrian C.2 der Royal Air Force (Empire Air Navigation School) (VL975) nach der Landung auf dem Militärflugplatz RAF Hemswell (England) durch einen Brand irreparabel beschädigt. Alle sechs Insassen, Besatzungsmitglieder und Auszubildende, überlebten den Unfall.[12]

- Am 5. September 1947 streifte eine Avro Lancastrian der British South American Airways (G-AGWK) während des Landeanflugs auf den Bermuda International Airport1) einen Funkmast und wurde irreparabel beschädigt. Alle 20 Menschen an Bord überlebten.[13]

- Am 23. Oktober 1947 machte eine Avro Lancastrian B.3 der British South American Airways (G-AGUL) bei der Landung auf dem Flughafen London Heathrow (England) einen Ringelpiez und wurde dabei irreparabel beschädigt. Alle Insassen überlebten den Unfall.[14]

- Am 13. November 1947 kehrte eine Avro Lancastrian der British South American Airways (G-AGWG) auf dem Flug vom Bermuda International Airport1) zum Flughafen Santa Maria (Azoren) wegen eines Triebwerksausfalls um. Bei der Notlandung setzte die Maschine vor der Landebahn auf und wurde zerstört. Alle 16 Insassen überlebten.[15][16]

- Am 1. August 1948 kam es mit einer Avro Lancastrian XPP der pakistanischen Onzeair (AP-ACM) im Anflug auf den Militärflugplatz Karatschi-Mauripur (Pakistan) zu einem Strömungsabriss. In einer Höhe von etwa 300 Fuß schien das Flugzeug zu schweben, bevor es in einen fast senkrechten Steigflug überging. Es kippte nach links weg und stürzte ab. Alle 4 Besatzungsmitglieder, die einzigen Insassen auf dem Frachtflug, kamen ums Leben. Gründe waren eine Fehleinschätzung des Kapitäns, der es zuließ, dass das Flugzeug im Landeanflug zum Strömungsabriss kam. Die Ursachen dafür waren wahrscheinlich: a) Überladung; b) schlechte Beladung mit zu weit hinten liegendem Schwerpunkt; c) Bewegung der Ladung aufgrund mangelnder Sicherung.[17]

- Am 27. August 1948 kam es an einer Avro Lancastrian C.1 der British Overseas Airways Corporation (BOAC) (G-AGMB) eine Stunde nach dem Start in Richtung Colombo zu niedrigem Öldruck in einem der Triebwerke. Dies zwang den Kapitän zur Rückkehr nach Singapur. Bei der Landung auf dem Militärflugplatz Tengah (Singapur) geriet das Flugzeug über die Landebahn hinaus auf unwegsames Gelände. Dabei wurde es irreparabel beschädigt. Alle 18 Insassen, Besatzungsmitglieder und Passagiere, überlebten den Unfall.[18]

- Am 22. November 1948 befand sich eine Avro Lancastrian C.3 der britischen Flight Refuelling (G-AHJW) auf dem Flug vom Fliegerhorst Wunstorf (Niedersachsen) zum Militärflugplatz RAF Tarrant Rushton (England), um einer regelmäßigen Wartungsinspektion unterzogen zu werden. Das Flugzeug kam etwa 24 Meilen vom Kurs ab, als die Besatzung ein falsches Funkfeuer ansteuerte. Es prallte gegen Bäume auf einem Hügel, stürzte ab und fing Feuer. Durch diesen CFIT (Controlled flight into terrain) wurden 7 der 8 Insassen getötet. Das Flugzeug wurde zerstört.[19]

- Am 7. April 1949 wurde eine Avro Lancastrian C.1 der australischen Qantas Airways (VH-EAS) während des Flugtrainings bei einem Landeunfall auf dem Flughafen Dubbo (Australien) zerstört. Zum Zeitpunkt des Unfalls führte ein Pilot eine Landung ohne Landeklappen durch. Da das Flugzeug nicht auf der Landebahn zum Stehen kam, versuchte er, einen Ringelpiez in der südöstlichen Ecke des Flugplatzes durchzuführen. Das linke Rad gab nach, wodurch die linke Tragfläche den Boden berührte. Die Tragfläche brach, wodurch sich ausgelaufener Treibstoff entzündete. Das Feuer zerstörte das Flugzeug. Alle acht Besatzungsmitglieder überlebten den Unfall.[20]

- Am 10. Mai 1949 wurde mit einer Avro Lancastrian XPP der britischen Flight Refuelling (G-AKDP) nach schwerwiegenden Steuerungsproblemen 24 Kilometer südlich von Schwerin (Sowjetische Besatzungszone) eine Notlandung auf einem Feld durchgeführt. Das Flugzeug wurde irreparabel beschädigt. Alle vier Besatzungsmitglieder überlebten den Unfall.[21]

- Am 16. September 1949 brach an einer Avro Lancastrian C.2 der Royal Air Force (VM730) am Militärflugplatz RAF Manby (England) während des Fluges ein Brand aus. Das Flugzeug war mit drei laufenden Triebwerken geflogen worden, wobei der Propeller des Triebwerks Nr. 4 (rechts außen) im Rahmen einer Demonstration des asymmetrischen Fluges in die Segelstellung gebracht worden war. In einer Höhe von 100 Fuß über Grund brach im Triebwerk Nr. 1 (links außen) ein Feuer aus. Das Triebwerk Nr. 4 wurde deshalb wieder angelassen, um den Brand zu kompensieren. In dieser Konfiguration wurde gelandet. Der Brandschaden im Triebwerk Nr. 1 hatte sich jedoch während der Landung ausgebreitet und reichte aus, um das Flugzeug als „irreparabel beschädigt“ einzustufen. Alle vier Besatzungsmitglieder überlebten den Unfall.[22]

- Am 7. November 1949 verunglückte eine Avro Lancastrian C.1 der British Overseas Airways Corporation (BOAC) (G-AGMM) auf dem Militärflugplatz Tripolis-Castel Benito (Libyen). Nähere Einzelheiten sind derzeit nicht verfügbar. Über Personenschäden ist nichts bekannt, es gab jedoch keine Todesfälle.[23]

- Am 23. Dezember 1949 kehrte eine Avro Lancastrian C.3 der italienischen Alitalia (I-AHBX) nach dem Start vom Flughafen Dakar-Yoff (Senegal) in Richtung Rom zum Ausgangsflughafen zurück. Nach der Landung kam es zu einem Motorbrand. Das Flugzeug brannte aus, nachdem alle Insassen evakuiert worden waren. Alle 13 Insassen, Besatzungsmitglieder und Passagiere, überlebten den Unfall.[24]

- Am 17. November 1951 wurde eine Avro Lancastrian 3 der australischen Qantas Airways (VH-EAV) beim Start vom Flughafen Sydney-Mascot (Australien) irreparabel beschädigt. Über Personenschäden ist nichts bekannt, es gab jedoch keine Todesfälle.[25]

- Am 29. März 1955 verloren die Piloten einer Avro Lancastrian C.2 der Royal Air Force (RAF) (VL970) beim versuchten Durchstarten auf dem Flugplatz Hucknall (England) die Kontrolle über das Flugzeug. Eine Tragfläche schlug auf dem Boden auf, das Flugzeug geriet ins Schleudern und fing Feuer. Die Lancastrian flog zu diesem Zeitpunkt im Auftrag von Rolls-Royce. Alle 4 Besatzungsmitglieder und Passagiere kamen ums Leben.[26]

- Am 16. Oktober 1958 verunglückte eine Avro Lancastrian C.4 der Fuerza Aérea Argentina (T-66) bei der Landung auf dem Flughafen La Paz/El Alto (Bolivien) und ging in Flammen auf. Von den 12 Insassen kamen 3 ums Leben, ein Bordmechaniker und 2 Passagiere.[27]

- Am 11. Dezember 1960 verunglückte eine Avro Lancastrian C.4 der Fuerza Aérea Argentina (T-102) bei schlechtem Wetter im Anflug auf den Flughafen Buenos Aires–El Palomar (Argentinien) 8 Kilometer von San Andrés de Giles entfernt. Alle 31 Insassen, Besatzungsmitglieder und Passagiere, wurden getötet. Es war der letzte bekannt gewordene Totalschaden und der mit Abstand schwerste Unfall einer Lancastrian, mit den meisten Todesopfern.[28]

## Technische Daten

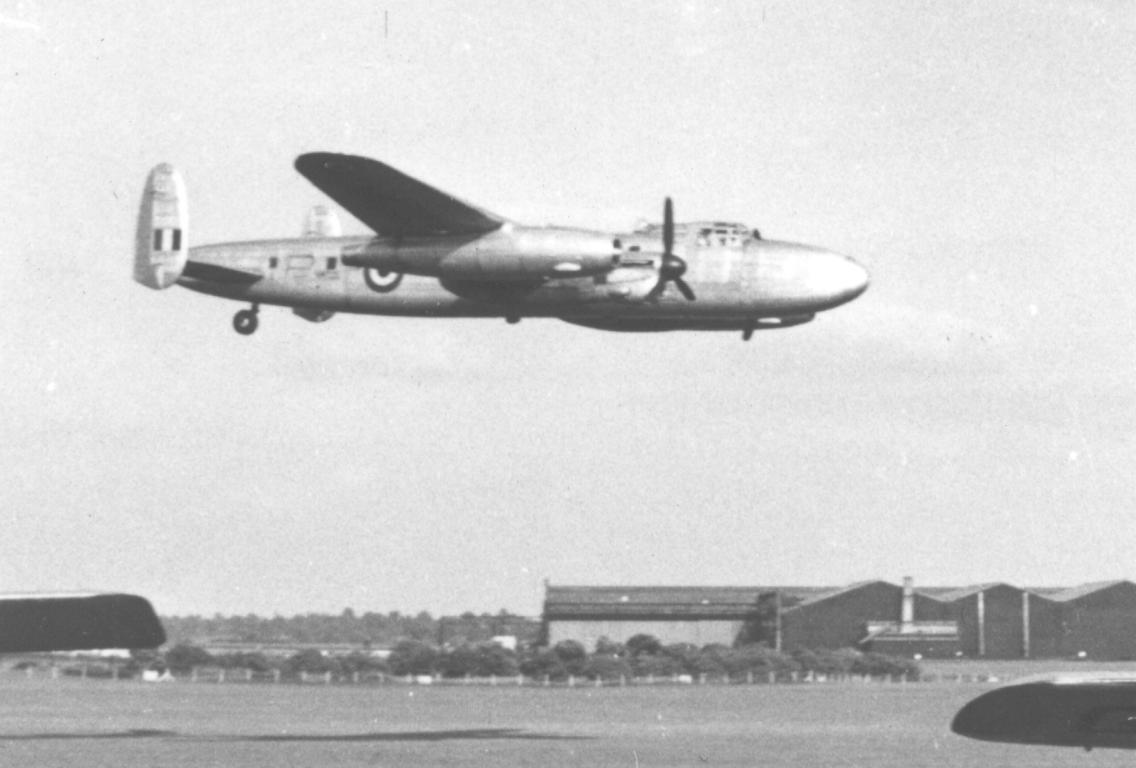
Eine Avro 691 Lancastrian über dem Coventry Airport. Zu Versuchszwecken sind die beiden äußeren Motoren durch Strahltriebwerke ersetzt.

| Kenngröße             | Daten                                                           |
| --------------------- | --------------------------------------------------------------- |
| Besatzung             | 5                                                               |
| Passagiere            | 9                                                               |
| Länge                 | 23,40 m                                                         |
| Spannweite            | 31,10 m                                                         |
| Höhe                  | 5,90 m                                                          |
| Flügelfläche          | 120,5 m²                                                        |
| Flügelstreckung       | 8,0                                                             |
| Leermasse             | 13.800 kg                                                       |
| Startmasse            | 29.480 kg                                                       |
| Höchstgeschwindigkeit | 500 km/h in 1520 m                                              |
| Dienstgipfelhöhe      | 7000 m                                                          |
| Reichweite            | 6680 km                                                         |
| anfängliche Steigrate | 230 m/min                                                       |
| Triebwerke            | vier 12-Zylinder-V-Motoren Rolls-Royce Merlin XXIV zu je 930 kW |